# Lago Portnjagino
Il lago Portnjagino (in russo Портнягино озеро?) è un lago della Siberia, situato nella penisola del Tajmyr, a sud-est dei monti Byrranga e del lago Tajmyr. Dal punto di vista amministrativo si trova nel Tajmyrskij rajon del Territorio di Krasnojarsk, nel Circondario federale della Siberia.

## Geografia
Il lago ha una superficie che varia a seconda delle fonti da 360 a 376 km² (secondo il registro delle acque dello stato: 376 km²) e si trova a un'altezza di 62 m s.l.m. La sua costa è lunga 83 km. Il maggiore immissario è il Biska, sul lato sud-est. Nella parte occidentale, l'emissario Gusicha, affluente della Bol'šaja Balachnja e che appartiene al bacino della Chatanga, scorre dalla grande baia omonima (бухта Гусиха) che è separata dalla parte principale del lago da cordoni litorali lunghi e stretti. Il lago è alimentato da neve e pioggia e congela da settembre a luglio. Una piccola isola si trova nella parte occidentale. A nord del Portnjagino si trova il lago Kungasalach.

### Fauna
Il lago è ricco di risorse ittiche: vi si trovano pesci del genere Salvelinus e Coregonus, il muksun e il luccio. Sulle rive e sulla piccola isola nidificano oche, anatre, strolaghe, sterne e gabbiani.